# Бензиностанция
Бензиноста̀нция (от бензин (фр. benzine) + станция) се нарича комплекс от сграда и съоръжения, в които се извършва зареждане на моторни превозни средства с гориво, и прилежащата му площ с вход и изход към пътна артерия.
Плащането за тази услуга се извършва в приемна сграда или на самата колонка с кредитна или дебитна карта. Най-често на бензиностанция се предлагат няколко вида горива – основно бензин, дизел и пропан-бутан. Модерните бензиностанции често имат собствени магазин и паркинг. Някои бензиностанции също разполагат и с автомивки.
Първите места, в които се е продавало гориво, са били аптеките (като странична дейност). За първа бензиностанция се приема градската аптека във Вислох, Германия, в която Берта Бенц, съпруга на Карл Бенц, е напълнила резервоара на автомобила си, правейки демонстрационно пътуване от Манхайм до Пфорцхайм и обратно през 1888 г. Това събитие се отбелязва чрез създаването през 2008 г. на туристическата атракция Мемориален маршрут „Берта Бенц“ (Bertha Benz Memorial Route) с дължина 194 km.